# البصلية
البصلية أو صوغانه (بالكردية: Soganekê‏) سابقًا هي قرية سوريّة تتبع إداريّاً لمحافظة حلب منطقة عفرين ناحية مركز عفرين. بلغ تعداد سكانها 311 نسمة حسب التعداد السكاني لعام 2004، و935 نسمة حسب قيود السجل المدني لنهاية عام 2005. كان سكانها من الإيزيديين حتى أوائل القرن العشرين.

## التسمية
اشتق اسم القرية من اسم عشيرة Soganê الإيزيدية الكرديّة والتابعة للمجموعة القاتانية من التسلسل الهرمي للمراتب الإيزيدية حسب الدكتور محمد عبدو علي والدكتور خليل جندي.